# 1971年の音楽
1971年の音楽（1971ねんのおんがく）では、1971年（昭和46年）の音楽分野の動向についてまとめる。
1970年の音楽-1971年の音楽-1972年の音楽

## 出来事
- ザ・タイガース解散。沢田研二、萩原健一らがPYG結成[1]。沢田研二は併行してソロ活動も展開した。
- 荒木一郎が「僕は君といっしょにロックランドに居るのだ」を発表[2]。アレン・ギンズバーグの詩にJAシーザーが曲を付けた作品だった。
- 箱根アフロディーテが開催された。ピンク・フロイドのライブばかりが語られるが、実際にはロック、フォーク、ジャズの音楽家も多数参加した、音楽フェスティバルだった[注 1]。
- 第3回全日本フォークジャンボリーが開催された。
- シカゴ[注 2]、ピンク・フロイド、レッド・ツェッペリン、グランド・ファンク・レイルロードらによる初の日本公演が相次いだ。
- B.B.キングのコンサートに、沢田研二、萩原健一らのPYGが飛び入り出演[3]。
- 1971年のビルボード年間ポップチャート・ベスト5。

1. スリー・ドッグ・ナイト 「ジョイ・トゥ・ザ・ワールド」
2. ロッド・スチュワート 「マギー・メイ」
3. キャロル・キング 「イッツ・トゥー・レイト / 空が落ちてくる」
4. オズモンズ 「ワン・バッド・アップル」
5. ビージーズ 「傷心の日々（How Can You Mend a Broken Heart）」

- 南沙織、小柳ルミ子、天地真理がこの年にデビューした。
- 3月 - 芸能事務所・渡辺プロダクションと中波ラジオ放送局の文化放送などの出資によるレコード会社「アポロン音楽工業」（後にアポロン→バンダイ・ミュージックエンタテインメントに社名変更）が設立された。
- 10月3日 - 日本テレビ系で、視聴者参加の歌手オーディション番組『スター誕生!』放送開始。
- 11月 - 『日本歌謡大賞』全国ネットの中継放送開始。
  - 第2回日本歌謡大賞　また逢う日まで／尾崎紀世彦
優秀放送音楽新人賞　小柳ルミ子／わたしの城下町、南沙織／17才
- 12月31日
  - 第13回日本レコード大賞　また逢う日まで／尾崎紀世彦
最優秀歌唱賞　森進一／おふくろさん、最優秀新人賞　小柳ルミ子／わたしの城下町
  - 第22回NHK紅白歌合戦

## 1971年のシングル、アルバム

### 洋楽

#### シングル
| - スライ&ザ・ファミリー・ストーン 「ファミリー・アフェア」 - ローリング・ストーンズ 「ブラウン・シュガー」「ワイルド・ホース」 - スリー・ドッグ・ナイト 「ジョイ・トゥ・ザ・ワールド」「オールド・ファッションド・ラヴ・ソング」(71-72年) - キャロル・キング 「イッツ・トゥー・レイト / 空が落ちてくる」 - カーリー・サイモン 「幸福のノクターン」「アンティシペイション」 - カーペンターズ 「雨の日と月曜日は」「スーパースター」 - ボブ・ディラン 「川の流れを見つめて」 - ジョン・レノン 「イマジン」 - ポール&リンダ・マッカートニー 「アンクル・アルバート〜ハルセイ提督」「アナザー・デイ」 - リンゴ・スター 「明日への願い」 - アイザック・ヘイズ 「黒いジャガーのテーマ」 - アル・グリーン 「タイアード・オブ・ビーイング・アローン」「レッツ・ステイ・トゥゲザー」 - キャット・スティーヴンス 「ワイルド・ワールド」「ピース・トレイン」 - チェイス 「黒い炎」 - サンタナ 「僕のリズムを聞いとくれ / 君に捧げるサンバ」 - クリーデンス・クリアウォーター・リバイバル 「雨を見たかい」「スウィート・ヒッチハイカー」 - ザ・バンド 「カーニバル」 - ドン・マクリーン 「アメリカン・パイ」 - ビル・ウィザース 「消えゆく太陽」 - マーヴィン・ゲイ 「ホワッツ・ゴーイン・オン」「マーシー・マーシー・ミー」 - テンプテーションズ 「はかない想い」 - ブレッド 「愛のわかれ道」「イフ」 - ハリー・ニルソン 「ウィズアウト・ユー」 - ミッシェル・ポルナレフ 「シェリーに口づけ」 - ビージーズ 「メロディ・フェア」「傷心の日々」 - アイズレー・ブラザーズ 「愛への讃歌」 - ロッド・スチュワート 「マギー・メイ」 - ジョン・デンバー 「故郷へかえりたい」 - ハミルトン、ジョー・フランク&レイノルズ 「恋のかけひき」 - ジーン・ナイト 「ミスター・ビッグ・スタッフ」 - チャカチャス 「ジャングル・フィーバー」 | - ベティ・ライト 「クリーン・アップ・ウーマン」 - アレサ・フランクリン 「ロック・ステディ」「スパニッシュ・ハーレム」 - ヴァン・モリソン 「ワイルド・ナイト」 - ダニー・オズモンド 「ゴー・アウェイ・リトル・ガール」 - フェイセズ 「ステイ・ウィズ・ミー」 - グレイトフル・デッド 「トラッキン」 - ジャニス・ジョプリン 「ミー・アンド・ボビー・マギー」「クライ・ベイビー / ベンツが欲しい」 - ジョニ・ミッチェル 「カリフォルニア / ア・ケイス・オブ・ユー」 - メラニー 「心の扉をあけよう」（72年にヒット） - ジュディ・シル 「ジーザス・ワズ・ア・クロス・メイカー」 - ハリケーン・スミス 「太陽を消さないで」 - ニュー・シーカーズ 「愛するハーモニー」（72年にヒット） - ロレッタ・リン 「アイ・ウォナ・ビー・フリー」 - トム・クレイ 「世界は愛を求めている / アブラハム、マーティン・アンド・ジョン」 - ジョナサン・エドワーズ 「サンシャイン」 - ダニエル・ラサール 「トラップト・バイ・ア・シング・コールド・ラヴ」 - サミー・スミス 「ひとりぼっちの夜」 - ビヴァリー・ブレマーズ 「ひとりぼっちの涙」（72年にヒット） - パースエイダーズ 「シン・ライン・ビトウィーン・ラヴ・アンド・ヘイト」 - トム・ジョーンズ 「シーズ・ア・レディー」 - ザ・グラス・ルーツ 「恋はすばやく」「恋は二人のハーモニー」 - シェール 「悲しきジプシー」 - フリー・ムーブメント 「愛の影」 - レイダース 「嘆きのインディアン」 - ハニー・コーン 「希望に燃えて」 - スタンピーダーズ 「スウィート・シティ・ウーマン」 - ミドル・オブ・ザ・ロード 「チピチピ天国」 - オーシャン 「サインはピース」 - フレディ・キング 「ゴーイング・ダウン」 |

#### アルバム
| - ローリング・ストーンズ 『スティッキー・フィンガーズ』 - ジョン・レノン 『イマジン』 - ポール・マッカートニー 『ラム』 - サンタナ『サンタナIII』 - ジョニ・ミッチェル 『ブルー』 - ジャニス・ジョプリン 『パール』 - ビリー・プレストン 『シンプル・ソング』 - キャロル・キング 『つづれおり』『ミュージック』 - マーヴィン・ゲイ 『ホワッツ・ゴーイン・オン』 - スライ&ザ・ファミリー・ストーン 『暴動』 - オールマン・ブラザーズ・バンド 『フィルモア・イースト・ライヴ』 - ヴァン・モリソン 『テュペロ・ハニー』『ストリート・クワイア』 - ハリー・ニルソン 『ニルソン・シュミルソン』 - シカゴ 『シカゴ・アット・カーネギー・ホール』 - クロスビー、スティルス、ナッシュ&ヤング 『4ウェイ・ストリート』 | - JJケイル『ナチュラリー』 - フォーカス 『ムーヴィング・ウェイヴス』 - メリー・ホプキン 『大地の歌』 - デヴィッド・クロスビー 『イフ・アイ・クッド・オンリー・リメンバー・マイ・ネーム』 - ローラ・ニーロ 『ゴナ・テイク・ア・ミラクル』 - ヤングブラッズ 『ライド・ザ・ウィンド』 - ザ・ビーチ・ボーイズ 『サーフズ・アップ』 - ニーナ・シモン 『ヒア・カムズ・ザ・サン』 - キンクス 『マスウェル・ヒルビリーズ』 - フェイセズ 『ロング・プレイヤー』 - ロッド・スチュワート 『エヴリ・ピクチャー・テルズ・ア・ストーリー』 - ハンブル・パイ 『パフォーマンス〜ロッキン・ザ・フィルモア』 - ディープ・パープル 『ファイアボール』 - レッド・ツェッペリン 『レッド・ツェッペリン IV』 - ピンク・フロイド 『おせっかい』 - エマーソン・レイク・アンド・パーマー 『展覧会の絵』 - イエス 『こわれもの』 - フレディ・キング 『ゲッティング・レディ…』 |

## 年間ランキング (邦楽・洋楽)

### シングル
年間TOP50
- オリコン

※1970年12月7日付 - 1971年11月29日付
- 1位 小柳ルミ子：「わたしの城下町」
- 2位 加藤登紀子：「知床旅情」
- 3位 尾崎紀世彦：「また逢う日まで」
- 4位 鶴田浩二：「傷だらけの人生」
- 5位 ヘドバとダビデ：「ナオミの夢」
- 6位 五木ひろし：「よこはま・たそがれ」
- 7位 はしだのりひことクライマックス：「花嫁」
- 8位 湯原昌幸：「雨のバラード」
- 9位 森進一：「望郷」
- 10位 堺正章：「さらば恋人」
- 11位 南沙織：「17才」
- 12位 ビージーズ：「小さな恋のメロディ」
- 13位 あおい輝彦：「二人の世界」
- 14位 尾崎紀世彦：「さよならをもう一度」
- 15位 渚ゆう子：「京都慕情」
- 16位 マッシュマッカーン：「霧の中の二人」
- 17位 仲雅美：「ポーリュシカ・ポーレ」
- 18位 欧陽菲菲：「雨の御堂筋」
- 19位 いしだあゆみ：「砂漠のような東京で」
- 20位 ソルティー・シュガー：「走れコウタロー」
- 21位 水前寺清子：「大勝負」
- 22位 ジェリー・ウォレス：「男の世界」
- 23位 朝丘雪路：「雨がやんだら」
- 24位 アンディ・ウィリアムス：「ある愛の詩」
- 25位 小林旭：「ついて来るかい」
- 26位 井上順之：「昨日・今日・明日」
- 27位 渚ゆう子：「京都の恋」
- 28位 西田佐知子：「女の意地」
- 29位 にしきのあきら：「空に太陽がある限り」
- 30位 エルヴィス・プレスリー：「この胸のときめきを」
- 31位 アダモ：「雪が降る (日本語)」
- 32位 大木英夫と二宮善子：「あなたまかせの夜だから」
- 33位 美川憲一：「おんなの朝」
- 34位 ショッキング・ブルー：「悲しき鉄道員」
- 35位 フランシス・レイ・オーケストラ：「ある愛の詩」
- 36位 ザ・ドリフターズ：「誰かさんと誰かさん」
- 37位 平山三紀：「真夏の出来事」
- 38位 ジョージ・ハリスン：「マイ・スウィート・ロード」
- 39位 渚ゆう子：「さいはて慕情」
- 40位 五木ひろし：「長崎から船に乗って」
- 41位 南有二とフルセイルズ：「おんな占い」
- 42位 小柳ルミ子：「お祭りの夜」
- 43位 ポール・マッカートニー：「アナザー・デイ」
- 44位 渚ゆう子：「雨の日のブルース」
- 45位 ジョーン・シェパード：「サマー・クリエーション」
- 46位 加藤和彦と北山修：「あの素晴しい愛をもう一度」
- 47位 鶴田浩二：「男」
- 48位 由紀さおり：「生きがい」
- 49位 加藤登紀子：「琵琶湖周航の歌」
- 50位 森進一：「おふくろさん」

### アルバム（邦楽・洋楽）
年間TOP10
※1970年12月7日付 - 1971年11月29日付（データはLPチャートでの集計）
- 1位 エルヴィス・プレスリー：『この胸のときめきを』
- 2位 サイモン&ガーファンクル：『明日に架ける橋』
- 3位 サイモン&ガーファンクル：『グレイテスト・ヒッツII』
- 4位 クール・ファイブ/藤圭子：『演歌の共演／清と圭子』
- 5位 ザ・ベンチャーズ：『ベスト20』
- 6位 森進一：『旅路』
- 7位 森進一：『影を慕いて』
- 8位 尾崎紀世彦：『尾崎紀世彦セカンド・アルバム』
- 9位 サウンドトラック：『ある愛の詩』
- 10位 尾崎紀世彦：『尾崎紀世彦ファースト・アルバム』

## 音楽フェス、ライブ
| 開催日     | タイトル                                |
| ---------- | --------------------------------------- |
| 8月7日-9日 | 第３回全日本フォーク・ジャンボリー      |
| 9月11日    | フォーク収穫祭 "新澁谷派フォークの胎動" |

日本武道館公演
- 1月24日 - ザ・タイガース
- 6月16日 - シカゴ
- 9月23日・24日 - レッド・ツェッペリン

## 主な音楽賞
| 賞                        | 受賞作・受賞者 |
| ------------------------- | --- |
| 第13回日本レコード大賞    | - 大賞 - また逢う日まで／尾崎紀世彦 - 最優秀歌唱賞 - おふくろさん／森進一 - 最優秀新人賞 - わたしの城下町／小柳ルミ子 - 歌唱賞 - よこはま・たそがれ／五木ひろし - 知床旅情／加藤登紀子 - さいはて慕情／渚ゆう子 - 大衆賞 - 傷だらけの人生／鶴田浩二 - さらば恋人／堺正章 - 新人賞 - 17才／南沙織 - 燃える恋人／本郷直樹 - 雨の御堂筋／欧陽菲菲 - 恋人もいないのに／シモンズ |
| 第9回ゴールデン・アロー賞 | - 音楽賞 - 尾崎紀世彦 - 新人賞 - 小柳ルミ子 - 特別賞 - 鶴田浩二 - グラフ賞 - 池玲子 |
| 第4回下谷賞               | - 努力賞 - 藤田玄播「優雅な行進曲」 - 作曲賞 - 池上敏「瞑と舞」、野波光雄「復帰への前奏曲」 |
| 第4回日本有線大賞         | - 大賞 - 鶴田浩二「傷だらけの人生」 |
| 第4回全日本有線放送大賞   | - グランプリ - 鶴田浩二「傷だらけの人生」 |
| 第4回日本作詩大賞         | - 大賞 - 美川憲一「おんなの朝」（作詞:西沢爽） |
| 第4回新宿音楽祭           | - 金賞 - 五木ひろし、南沙織 - 銀賞 - 湯原昌幸、平山三紀、白川奈美ほか - 銅賞 - 野口五郎、牧葉ユミほか - 敢闘賞 - 本郷直樹、平田隆夫とセルスターズほか - 審査員特別奨励賞 - いとのりかずこ |
| 第3回サントリー音楽賞     | - 三谷礼二 |
| 第3回'71作曲コンクール    | - グランプリ - ヒデとロザンナ「Please Please Please」、モップス「雨」 - 入賞 - 弘田三枝子「人は誰も恋を語る時」 - 五代ゆう子「小さな恋だから」 - 平野レミ「お見合いのうた」 - ランプラーズ「September Rain」 - バンプス「太陽の忘れもの」 - 美樹克彦「ひと夏の想い出」 - オフコース「サルビアの花」 - 岩渕リリ「あなたを夢見て」 - かまやつひろし&ドボンエイドバンド「君への不満オレの不満」 - 大木康子「あなたの手紙」 - 藤田とし子「愛の始め」 - 上条恒彦「あの娘と俺との」 - 作曲奨励賞 - 藤田とし子「愛の始め」 - 編曲賞 - 藤田とし子「愛の始め」、麻生レミ「罪と罰」 - 歌唱賞 - 大木康子「あなたの手紙」 - 藤田とし子「愛の始め」 - 弘田三枝子「人は誰も恋を語る時」 - 五代ゆう子「小さな恋だから」 - 上条恒彦「あの娘と俺との」 - 串田アキラ「あなたがいれば」 - 美樹克彦「ひと夏の想い出」 - 川上賞 - 町田義人「ユートピアを夢見る少年」 - 麻生レミ「罪と罰」 - 麻生レミ＋PYG「渚の情景」 - 串田アキラ「あなたがいれば」 - 睦月清志「孤独の世界」 - 岩渕リリ「失恋」 |
| 第2回世界歌謡祭           | - マルティーヌ・クレマンソー「ただ愛に生きるだけ」 - 上条恒彦と六文銭「出発の歌」 |
| 第2回日本歌謡大賞         | - 大賞 - また逢う日まで／尾崎紀世彦 - 放送音楽新人賞 - 17才／南沙織 - わたしの城下町／小柳ルミ子 - 放送音楽賞 - よこはま・たそがれ／五木ひろし - 知床旅情／加藤登紀子 - さらば恋人／堺正章 - 雨の日のブルース／渚ゆう子 |
| 第1回モービル音楽賞       | - 邦楽部門 - 山口五郎 - 洋楽部門（本賞） - 江藤俊哉 |
| 第1回創作合唱曲公募       | - 入賞 - 受賞作品無し - 佳作 - 瀬戸口重利「サトウハチローの詩による混声合唱曲」 |

## デビュー
- 2月 - 大橋惠子／愛の教室
- 2月5日 - 森田公一とトップギャラン／恋のグアム島
- 2月21日 - 小椋佳／しおさいの詩
- 2月25日 - アン・ルイス／白い週末
- 3月1日 - 五木ひろし／よこはま・たそがれ…厳密には4度目のデビュー[注 3]
- 4月1日 - 研ナオコ／大都会のやさぐれ女
- 4月1日 - 小室等／雨が空から降れば
- 4月25日 - 井上順之／昨日今日明日…ソロデビュー
- 4月25日 - 小柳ルミ子／わたしの城下町
- 5月1日 - 堺正章／さらば恋人…ソロデビュー
- 5月1日 - 野口五郎／博多みれん
- 5月25日 - 藤岡弘、藤浩一／レッツゴー!! ライダーキック
- 6月 - ザ・シュークリーム／恋の五ヶ条/ホットパンツのお嬢さん
- 6月 - フラワー・メグ／ベッドにばかりいるの
- 6月1日 - 南沙織／17才
- 7月5日 - チューリップ／私の小さな人生
- 7月25日 - 牧葉ユミ／冒険
- 7月25日 - 敏いとうとハッピー&ブルー／夜の花びら
- 8月 - 小野木久美／恋はマジック・クラッカー…再デビュー
- 8月 - 千葉紘子／恋する女に悔いはない
- 8月 - 野口ヒデト／仮面…ソロデビュー
- 8月1日 - 中島淳子（夏木マリ）／小さな恋（リトル・ラヴ）
- 8月1日 - もんたよしのり／この足の鎖ひきちぎりたい
- 8月5日 - シモンズ／恋人もいないのに
- 8月5日 - 本郷直樹／燃える恋人
- 8月10日 - 平田隆夫とセルスターズ／悪魔がにくい
- 9月 - 渡辺香津美／INFINITE
- 9月5日 - 欧陽菲菲／雨の御堂筋…日本デビュー
- 9月5日 - チェリッシュ／なのにあなたは京都へゆくの
- 9月25日 - かぐや姫／青春…再デビュー
- 9月25日 - 八代亜紀／愛は死んでも
- 10月 - 田中星児／僕の故郷へおいで
- 10月 - 中島まゆこ／夢でいいから
- 10月1日 - 天地真理／水色の恋
- 10月10日 - ガロ／たんぽぽ
- 10月25日 - 小坂忠／ありがとう
- 10月25日 - ペドロ&カプリシャス／別れの朝
- 11月 - 青い三角定規／翼を忘れた天使たち
- 11月1日 - 沢田研二／君をのせて…ソロデビュー
- 11月1日 - 萩原健一／もどらない日々
- 11月20日 - 泉谷しげる／『泉谷しげる登場』
- 12月10日 - 大滝詠一／恋の汽車ポッポ…ソロデビュー
- 月日不明 - 渥美健／心の古傷…再デビュー
- 月日不明 - 成田賢／虹のように…ソロデビュー
- 月日不明 - 野路由紀子／私が生まれて育ったところ
- 月日不明 - ジョーン・シェパード／サマー・クリエーション Summer Creation（夏の日の出逢い）

## 解散
- アイアン・バタフライ
- アモン・デュール
- オックス（5月31日）
- クラウズ（10月）
- コロシアム（1994年再結成）
- ザ・ジャガーズ（7月）1981年再結成
- ザ・タイガース（1月）
- ザ・バロン
- ザ・ランチャーズ
- ザ・ワイルドワンズ（9月）
- ズー・ニー・ヴー
- ソルティー・シュガー
- 寺内タケシとバニーズ
- デレク・アンド・ザ・ドミノス
- ニルヴァーナ
- ヴィレッジ・シンガーズ（6月）
- ピンキー・チックス
- フォザリンゲイ
- ブッカー・T&ザ・MG's
- フリー
- マイティ・ベイビー
- マンハッタン・トランスファー（1973年再結成）
- ミッキーカーチス&サムライ
- モンキーズ
- レ・サーフス
- ロック・キャンディーズ（7月）

## 誕生
- 1月11日 - 井手コウジ（東京都、歌手、元ブランニューモンキーズ/元チャーミースマイル&グリーンヘッド/シジマサウンズ）
- 1月11日 - メアリー・J・ブライジ（、シンガーソングライター）
- 1月17日 - キッド・ロック（、歌手・ラッパー）
- 1月17日 - 工藤夕貴（東京都、女優・元歌手）
- 1月18日 - ジョナサン・デイヴィス（ アメリカ合衆国、歌手、コーン）
- 1月20日 - ゲイリー・バーロウ（ イングランド、歌手、テイク・ザット）
- 1月23日 - 川村カオリ（、歌手、+2009年）
- 1月30日 - 村上ゆき（福岡県、歌手）
- 2月1日 - 島田奈央子（東京都、音楽ライター・元歌手）
- 2月4日 - 河野啓三（東京都、キーボーディスト、元T-SQUARE）
- 2月9日 - なすじん（宮崎県、ミュージシャン）
- 2月14日 - 酒井法子（福岡県、歌手・俳優）
- 2月14日 - 平子理沙（東京都、ファッションモデル・タレント・元歌手）
- 2月18日 - GO（東京都、ドラマー、元SADS/地獄カルテット/SUNS OWL）
- 2月19日 - ギル・シャハム（、ヴァイオリニスト）
- 2月21日 - 航（東京都、ドラマー、元PE'Z/H ZETTRIO）
- 2月23日 - 小田井涼平（兵庫県、歌手・俳優、元純烈）
- 2月24日 - 松崎麻矢（千葉県、歌手、元Favorite Blue）
- 2月25日 - ダニエル・パウター（、歌手）
- 2月26日 - エリカ・バドゥ（、歌手・ラッパー）
- 2月26日 - マックス・マーティン（、音楽プロデューサー）
- 2月28日 - ナイジェル・ゴッドリッチ（ イングランド、歌手、アトムス・フォー・ピース）
- 2月28日 - 仲野順也（京都府、ゲーム音楽作曲家）
- 2月28日 - 福田典之（兵庫県、歌手）
- 3月1日 - UGICHIN（東京都、ミュージックビデオ監督）
- 3月1日 - トーマス・アデス（ イングランド、ピアニスト）
- 3月6日 - 久松史奈（愛知県、シンガーソングライター）
- 3月10日 - ティンバランド（ アメリカ合衆国、音楽プロデューサー・ラッパー）
- 3月12日 - ユースケ・サンタマリア（大分県、俳優・タレント・歌手、元BINGO BONGO）
- 3月15日 - 清水和彦（滋賀県、歌手、The Water of Life/HAPPY DRUG STORE、+2004年）
- 3月15日 - 純名里沙（大阪府、女優・元歌手）
- 3月28日 - 島津亜矢（熊本県、演歌歌手）
- 3月28日 - 長尾大（千葉県、ミュージシャン、元Do As Infinity）
- 3月29日 - アッティラ・シハー（ ハンガリー、歌手、メイヘム）
- 3月30日 - しもぐち☆雅充（京都府、ミュージシャン、元VOICES）
- 3月31日 - 高内シロウ（歌手、元セロファン）
- 4月1日 - 伊藤智恵理（東京都、女優・元歌手）
- 4月2日 - ZEEBRA（東京都、ヒップホップMC、KGDR）
- 4月3日 - 黒沢薫（東京都、歌手、ゴスペラーズ）
- 4月4日 - 大渡亮（神奈川県、歌手、元ミサイルイノベーション/Do As Infinity）
- 4月5日 - 川原亜矢子（大阪府、ファッションモデル・女優・元歌手）
- 4月8日 - 大賀好修（兵庫県、ミュージシャン、元nothin' but love/元OOM/Sensation）
- 4月9日 - 伊藤美紀（愛知県、女優・元歌手）
- 4月13日 - ヨルン・パウル・テセリン（ オランダ、ベーシスト、オブスキュラ/元ペスティレンス）
- 4月13日 - つみきみほ（千葉県、女優・元歌手）
- 4月24日 - 村上てつや（大阪府、歌手、ゴスペラーズ）
- 4月25日 - 千ヶ崎学（神奈川県、ベーシスト、キリンジ）
- 5月6日 - スネオヘアー（新潟県、ミュージシャン）
- 5月7日 - イーグル・アイ・チェリー（、歌手）
- 5月8日 - 神波憲人（新潟県、元歌手、元野猿/元Will Call）
- 5月8日 - キャンディス・ナイト（、ブラックモアズ・ナイト）
- 5月8日 - バーバラ・ハンニガン（、歌手・指揮者）
- 5月13日 - テディ・パパヴラミ（ アルバニア、ヴァイオリニスト）
- 5月20日 - GISHO/大滝純（兵庫県、ベーシスト、元PENICILLIN）
- 5月21日 - 米良美一（宮崎県、カウンターテナー歌手）
- 5月24日 - 仲西匡（東京都、作曲家）
- 5月26日 - TAKURO（北海道、GLAY）
- 6月1日 - 恒岡章（ドラマー、Hi-STANDARD/CUBISMO GRAFICO FIVE/LOW IQ & THE BEAT BREAKER）
- 6月4日 - 末光篤（広島県、歌手・ピアニスト、SUEMITSU & THE SUEMITH）
- 6月8日 - TERU（北海道、GLAY）
- 6月12日 - 宮川弾（東京都、ミュージシャン、宮川弾アンサンブル）
- 6月15日 - 安田史生（北海道、ミュージシャン、元Ruppina）
- 6月16日 - 2パック（、ラッパー、+1996年）
- 6月16日 - manzo（東京都、ミュージシャン）
- 6月17日 - TIGER（東京都、歌手）
- 6月19日 - DAITA（東京都、ギタリスト、元SIAM SHADE）
- 6月25日 - DJ HASEBE（千葉県、DJ）
- 6月26日 - 仲村知夏（沖縄県、元歌手）
- 6月27日 - 越智静香（山口県、女優・元歌手）
- 6月28日 - 桜井青（茨城県、歌手・ギタリスト、cali≠gari/元LAB. THE BASEMENT）
- 6月29日 - 野田順子（大阪府、声優・歌手）
- 7月1日 - ミッシー・エリオット（、ラッパー）
- 7月8日 - 千葉貴俊（東京都、ベーシスト、3B LAB.☆S/JIU〜慈雨）
- 7月9日 - KING 3LDK（兵庫県、DJ、脱線3）
- 7月10日 - GEN CHAMAC（歌手、GELUGUGU）
- 7月11日 - 奥田俊作（ベーシスト、the brilliant green）
- 7月11日 - 古川栄司（静岡県、元歌手、元忍者）
- 7月23日 - アリソン・クラウス（、歌手・フィドル奏者）
- 7月24日 - 坂本昌行（東京都、歌手・俳優、20th Century）
- 7月29日 - 高山征輝（福岡県、歌手、ZYYG）
- 8月10日 - KOHEI JAPAN（神奈川県、ヒップホップユニットMC、元MELLOW YELLOW）
- 8月12日 - 松岡充（兵庫県、歌手、元SOPHIA/元MICHAEL）
- 8月15日 - 高野健一（東京都、歌手、pal@pop）
- 8月18日 - TAKEMURA（歌手、SNAIL RAMP）
- 8月19日 - 酒井由紀子（北海道、ピアニスト）
- 8月26日 - 曽我部恵一（香川県、歌手、サニーデイ・サービス）
- 8月28日 - 仁藤優子（千葉県、女優・元歌手）
- 8月29日 - 谷口宗一（栃木県、歌手、元BAKU/元SHURIKEN）
- 8月31日 - ヴァディム・レーピン（ ロシア、ヴァイオリニスト）
- 9月1日 - 弘田佳孝（京都府、作曲家、EARTHBOUND PAPAS）
- 9月1日 - 豊田和貴（大阪府、歌手、元SOPHIA）
- 9月2日 - 細川ふみえ（青森県、タレント・元歌手）
- 9月5日 - YOU THE ROCK★（長野県、ヒップホップMC、KAMINARI-KAZOKU.）
- 9月6日 - 玉井健二（大阪府、ミュージシャン、元気ロケッツ）
- 9月6日 - ドロレス・オリオーダン（ アイルランド、歌手、元クランベリーズ、+2018年）
- 9月7日 - 冠徹弥（京都府、歌手、元So What?/THE冠）
- 9月9日 - TAKUYA（京都府、歌手、JUDY AND MARY/ROBOTS）
- 9月10日 - 櫻井智（千葉県、声優・元歌手、レモンエンジェル）
- 9月11日 - 桐田勝治（大阪府、ドラマー、ザ・クロマニヨンズ）
- 9月11日 - リチャード・アシュクロフト（、シンガーソングライター、ザ・ヴァーヴ）
- 9月20日 - 加藤隆志（鳥取県、ギタリスト、東京スカパラダイスオーケストラ）
- 9月20日 - 浜渦正志（ミュンヘン、ゲーム音楽作曲家）
- 9月22日 - 徳永暁人（神奈川県、シンガーソングライター・作曲家、doa）
- 9月26日 - 山田マン（千葉県、ヒップホップMC、ラッパ我リヤ）
- 9月27日 - 彩月（神奈川県、歌手）
- 9月29日 - イツハク・イエディッド（ イスラエル、ピアニスト）
- 10月2日 - ティファニー（、歌手）
- 10月3日 - ケヴィン（ アメリカ合衆国、歌手、バックストリート・ボーイズ）
- 10月4日 - 千聖（東京都、ギタリスト、PENICILLIN/Crack 6）
- 10月4日 - カレン・トン（ イギリス領香港、女優・歌手）
- 10月6日 - 姫乃樹リカ（大分県、元歌手）
- 10月6日 - 都啓一（兵庫県、キーボーディスト、元SOPHIA）
- 10月10日 - エフゲニー・キーシン（ ソビエト連邦、ピアニスト）
- 10月14日 - 杉浦未幸（愛知県、タレント・元歌手、元おニャン子クラブ）
- 10月15日 - NATCHIN（東京都、ベーシスト、元SIAM SHADE）
- 10月18日 - 北川勝利（北海道、歌手、ROUND TABLE）
- 10月19日 - 奥井亜紀（兵庫県、歌手）
- 10月19日 - 立花理佐（大阪府、元歌手・元女優）
- 10月20日 - スヌープ・ドッグ（、ラッパー）
- 10月25日 - 五嶋みどり（大阪府、ヴァイオリニスト）
- 10月25日 - ロージー・レデット（ アメリカ合衆国、アコーディオン奏者）
- 10月26日 - 佐々木收（岩手県、歌手、元SCRIPT/元Ricken's/元MOON CHILD）
- 10月26日 - 千秋（千葉県、マルチタレント、元ポケットビスケッツ）
- 11月8日 - 日暮愛葉（歌手、SEAGULL SCREAMING KISS HER KISS HER）
- 11月15日 - シライシ紗トリ（福島県、ミュージシャン）
- 11月17日 - M.C.BOO（兵庫県、ヒップホップMC、脱線3）
- 11月20日 - さくまひでき（埼玉県、歌手）
- 11月23日 - SAKURA（兵庫県、歌手）
- 12月1日 - 山崎真由美（神奈川県、元歌手、元おニャン子クラブ）
- 12月2日 - 松嶋尚美（大阪府、お笑いタレント、元オセロ/元KILLERS）
- 12月4日 - クリスティアン・ヴォーリン（ スウェーデン、ミュージシャン）
- 12月6日 - 下野ヒトシ（東京都、ミュージシャン）
- 12月6日 - 高橋直純（岩手県、歌手・声優）
- 12月8日 - 青柳拓次（歌手、LITTLE CREATURES）
- 12月13日 - NOISY（宮崎県、ベーシスト、元SEX MACHINEGUNS/元云うだけ番長）
- 12月13日 - 宮野久美子（愛知県、タレント・元歌手、元おニャン子クラブ）
- 12月15日 - 茂森あゆみ（熊本県、歌手）
- 12月17日 - 牧瀬里穂（福岡県、女優・元歌手）
- 12月23日 - 山崎まさよし（滋賀県、歌手、福耳）
- 12月24日 - リッキー・マーティン（、歌手）
- 12月25日 - 吉見美津子（千葉県、元歌手、元おニャン子クラブ）
- 12月27日 - 中野雅之（神奈川県、ミュージシャン、元BOOM BOOM SATELLITES）
- 12月28日 - 豊嶋真千子（茨城県、声優・元歌手）
- 月日不明 - ILL-BOSSTINO（北海道、ヒップホップMC、THA BLUE HERB）
- 月日不明 - 車谷浩司（歌手、元BAKU/元Spiral Life/元AIR）
- 月日不明 - TWIGY（愛知県、ヒップホップMC、MICROPHONE PAGER/KAMINARI-KAZOKU.）

## 死去
- 4月6日 - イーゴリ・ストラヴィンスキー（、作曲家、*1882年）
- 5月30日 - マルセル・デュプレ（、オルガニスト・作曲家、*1886年）
- 7月3日 - ジム・モリソン（、ドアーズ、*1943年）
- 7月6日 - ルイ・アームストロング（、ジャズ歌手・トランペット奏者、*1901年）
- 8月4日 - 陸奥明（青森県、作曲家、*1895年）
- 8月13日 - キング・カーティス（、サックス奏者、*1934年）
- 10月12日 - ジーン・ヴィンセント（、ロカビリー歌手、*1935年）
- 10月29日 - デュアン・オールマン（、オールマン・ブラザーズ・バンド、*1946年）